# Dinatriumphenyldibenzimidazoltetrasulfonat
Dinatriumphenyldibenzimidazoltetrasulfonat (DPDT) ist ein wasserlöslicher Breitspektrum-UV-Absorber mit einem Absorptionsmaximum λmax im UV-A-Bereich bei 335 nm.

## Herstellung
Gereinigtes 1,2-Phenylendiamin wird in konzentrierter Schwefelsäure gelöst und Chlorsulfonsäure zugetropft. Unter Entwicklung von Chlorwasserstoff wird kurz auf 120 °C erhitzt, dann auf 70 °C abgekühlt und Terephthalsäure zugegeben. Nach weiterem Erhitzen auf 180 °C unter HCl-Entwicklung wird auf 80 °C abgekühlt und auf Eis gegossen, wobei die Tetrasulfonsäure kristallin ausfällt.
Zur Reinigung wird die Säure in Natronlauge gelöst und mit Aktivkohle aufgekocht. Bei Zugabe von Schwefelsäure fällt DPDT als symmetrisches Di-4,6-Sulfonat in 99%iger Reinheit an.
Offensichtlich enthält das nach dieser Vorschrift hergestellte DPDT noch Verunreinigungen, die zu Verfärbungen in den daraus angefertigten Formulierungen von Sonnenschutzmitteln führen.
Die Umsetzung von o-Phenylendiamin mit Terephthalsäure und Chlorsulfonsäure bei 110–120 °C und einer Reaktionszeit von 10 bis 15 Stunden liefert nach mehrmaligem Umkristallisieren DPDT in 98%iger Reinheit. Das so erhaltene Dinatriumphenyldibenzimidazol-tetrasulfonat enthält als Nebenprodukte in geringen Mengen die einseitig in 4,5-Stellung unsymmetrisch sulfonierte Tetrasulfonsäure und die Trisulfonsäure, die keine problematischen Verunreinigungen darstellen

## Eigenschaften
Dinatriumphenyldibenzimidazoltetrasulfonat ist ein geruchloser, gelber feinkristalliner, stark hygroskopischer Feststoff, der sich als Dinatriumsalz der zugrunde liegenden Tetra-Sulfonsäure bis 12 % in Wasser löst.
Bei Zugabe von Basen, wie z. B. Triethanolamin (TEA) löst sich das Tetrasulfonat hingegen bei Raumtemperatur sehr gut in Wasser.
| Löslichkeiten von DPDT[2] |           |              |           |                   |                                 |                          |                       |                          |
| Lösungsmittel             | bei 20 °C | Ethanol 96 % | Mineralöl | Isopropylmyristat | Capryl/Caprinsäure Triglyceride | Wasser (als freie Säure) | Wasser (als TEA-Salz) | Wasser (als Natriumsalz) |
| Löslichkeit               | in %      | <0,1         | unlöslich | unlöslich         | unlöslich                       | 1                        | 22                    | 12                       |
Dinatriumphenyldibenzimidazoltetrasulfonat hat als Triethanolaminsalz in Wasser eine UV-Absorption unter Standardbedingungen (1%ige Lösung, 1 cm Schichtdicke) E 1%/1cm von ca. 770 bei einer Wellenlänge von ca. 335 nm im UVA II-Bereich (320–340 nm). Das Absorptionsspektrum von DPDT ist relativ breit und erstreckt sich vom kürzerwelligen UVB-Bereich (290–320 nm) bis in den UVA I-Bereich (340–400 nm).

## Anwendungen
Dinatriumphenyldibenzimidazoltetrasulfonat wurde im Jahr 2000 in Europa als Sonnenschutzmittel zugelassen. Die Substanz ist in Sonnenschutzzubereitungen in Konzentrationen bis 10 % in der Europäischen Union, Australien und Neuseeland, Südafrika, Südkorea, China, den ASEAN- und Mercosur-Ländern im Markt; in USA und Japan besteht keine Zulassung.
In Kombination mit öllöslichen UV B-Filtern, wie z. B. Octocrilen oder Enzacamen bedingt DPDT einen Anstieg des Sonnenschutzfaktors um ca. 40 %.
Als relativ großes (MW>600) und polares Tetrasulfonsäure-Derivat penetriert DPDT nur sehr geringfügig in die Haut und kann aufgrund seiner Wasserlöslichkeit nicht nur in O/W-Emulsionen, sondern auch in klaren wässrigen Sonnenschutzzubereitungen, wie Gels und Sprays, formuliert werden.

## Handelsnamen
Neo Heliopan AP